# Пильгер, Роберт Кнуд Фридрих
Роберт Кнуд Фридрих Пильгер (нем. Robert Knud Friedrich Pilger, 3 июля 1876 — 9 января 1953) — немецкий ботаник.

## Биография
Роберт Кнуд Фридрих Пильгер родился на Гельголанде 3 июля 1876 года.
Пильгер действовал в Ботаническом саду Берлина и руководил им после Второй мировой войны с 1945 по 1950 год. Он внёс значительный вклад в ботанику, описав множество видов растений.
Роберт Кнуд Фридрих Пильгер умер в Берлине 9 января 1953 года.

## Научная деятельность
Роберт Кнуд Фридрих Пильгер специализировался на водорослях и на семенных растениях.

## Научные работы
- Über Verzweigung und Blütenstandsbildung bei den Holzgewächsen. In: Bibliotheca botanica. 23, 1922.
- Phylogenie und Systematik der Coniferae. In: Engler, A., & Prantl, K. A. E. (eds.). Die natürlichen Pflanzenfamilien XIII. Leipzig. 1926.
- Pinaceae. In: Urban, I. (ed.). Plantae Haitienses III. Ark. Bot. 20 (4): A15: 9—10. 1926.
- Die Gattung Juniperus L. Mitt. Deutsch. Dendrol. Ges. 43: 255—269. 1931.

## Почести
В его честь был назван род растений Pilgerodendron семейства Кипарисовые и род растений Pilgerochloa семейства Злаки.